# Lewkowo Stare (gmina)
Lewkowo Stare (1921–39 Tarnopol) – dawna gmina wiejska istniejąca przez krótki czas w 1954 roku w woj. białostockim (dzisiejsze woj. podlaskie). Siedzibą gminy było Lewkowo Stare (przez pewien czas Stare Lewkowo).
Gmina Lewkowo Stare została utworzona 1 stycznia 1954 roku w nowo powołanym powiecie hajnowskim w województwie białostockim, z części obszaru gminy Narewka. W skład nowej gminy weszło 7 gromad: Eliaszuki, Lewkowo Nowe, Lewkowo Stare, Łuka, Michnówka, Ochrymy i Tarnopol.
Gmina została zniesiona wraz ze zlikwidowaniem gmin i wprowadzeniem gromad 29 września 1954 roku. Jednostki nie przywrócono w 1973 roku wraz z likwidacją gromad i reaktywowaniem gmin.
Obszar gminy Lewkowo Stare odpowiadał obszarowi przedwojennej gminy Tarnopol.